# Annenkapelle (Luttrum)

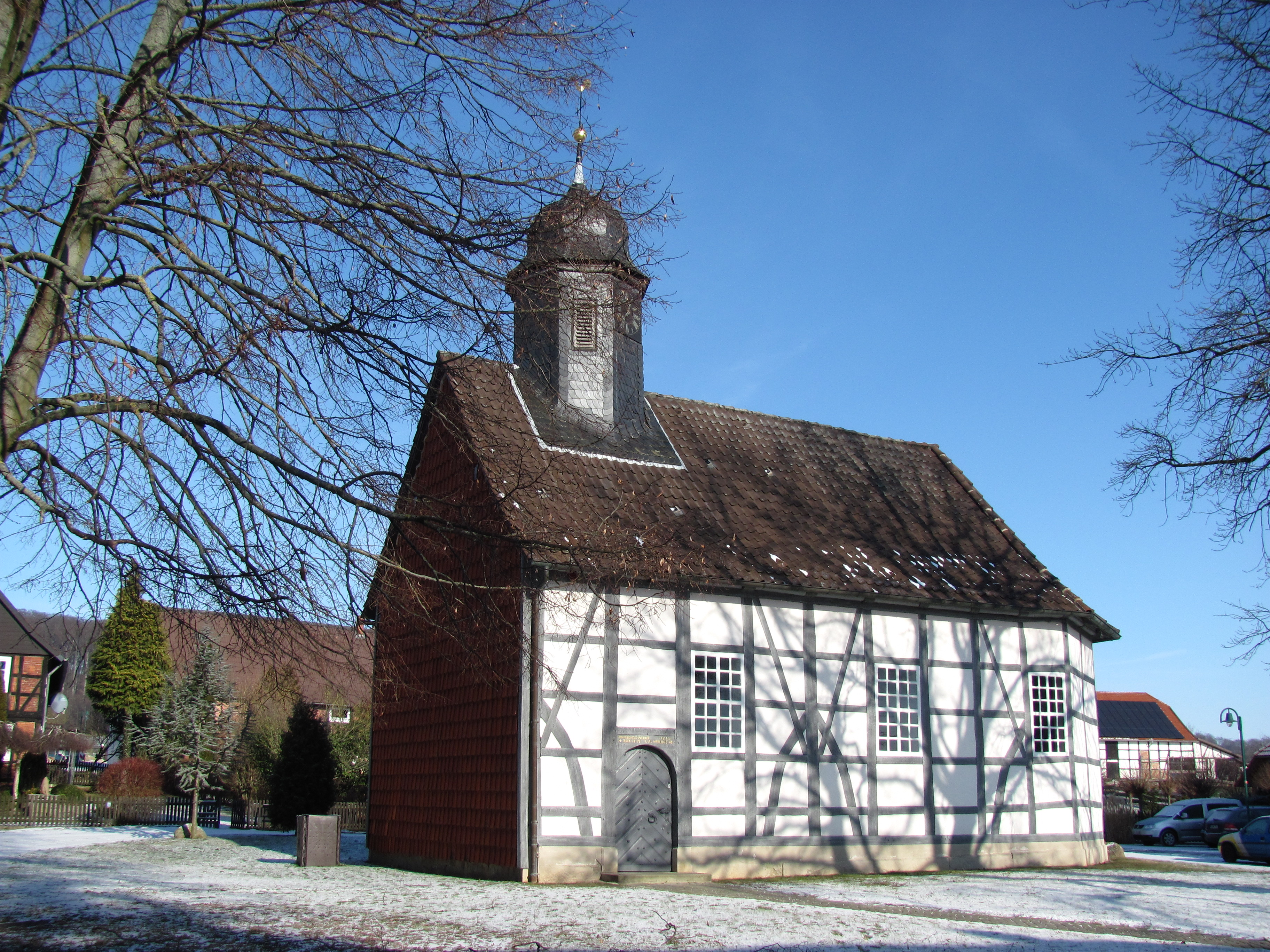
Annenkapelle

Die evangelisch-lutherische denkmalgeschützte Annenkapelle steht in Luttrum, einem Ortsteil der Gemeinde Holle im Landkreis Hildesheim in Niedersachsen. Die Kapelle gehört zur Kirchenregion Holle im Kirchenkreis Hildesheim Land-Alfeld im Sprengel Hildesheim-Göttingen der Evangelisch-lutherischen Landeskirche Hannovers.

## Beschreibung
Die alte Kapelle aus dem 12. Jahrhundert wurde 1692 durch eine Fachwerkkirche ersetzt. An das Kirchenschiff schließt sich der Chor mit einem dreiseitigen Abschluss an. Aus dem Satteldach erhebt sich ein sechseckiger schiefergedeckter Dachreiter, der mit einer welschen Haube bedeckt ist. Die Kapelle wurde 1716 renoviert und der mit einer Holzbalkendecke überspannte Innenraum barock ausgemalt.
Die nach 1731 von Johannes Süßemann gebaute Altar-Kanzel-Wand im Stil des Rokoko ist mit Statuen von Moses und Johannes dem Täufer verziert. 1836 sprang die Kirchenglocke und musste durch eine neue Glocke ersetzt werden. 1884 wurde ein Harmonium angeschafft, dies wurde 1886 durch eine Orgel von Heinrich Vieth ersetzt. Das heutige Aussehen erhielt die Kirche 1973. Sie wurde neu ausgemalt, die Kirchenbänke wurden durch Stühle ersetzt und das Kirchengestühl, das sich im Altarraum an beiden Wänden hinzog, wurde entfernt. Die Kanzel bekam ihren Platz neben dem Altar und die linke Empore wurde abgebaut.
Ein auf einem großformatigen Gemälde kopfüber dargestellter gekreuzigter Christus, von dem seinerzeit im nahen Derneburg wohnenden Georg Baselitz geschaffen und 1992 der Gemeinde geschenkt, löste heftige Kontroversen aus und wurde schließlich 1997 vom Künstler zurückgenommen.